# 1913
| 1913                                            |
| ----------------------------------------------- |
| Dødsfald - Fødsler                              |
| • Begivenheder • Film • Musik • Politik • Sport |

| Gregoriansk kalender | 1913 MCMXIII            |
| Ab urbe condita      | 2666                    |
| Armensk kalender     | 1362 ԹՎ ՌՅԿԲ            |
| Kinesiske kalender   | 4609 – 4610 壬子 – 癸丑 |
| Etiopisk kalender    | 1905 – 1906             |
| Jødisk kalender      | 5673 – 5674             |
| Hindukalendere       |                         |
| - Vikram Samvat      | 1968 – 1969             |
| - Shaka Samvat       | 1835 – 1836             |
| - Kali Yuga          | 5014 – 5015             |
| Iransk kalender      | 1291 – 1292             |
| Islamisk kalender    | 1331 – 1332             |

Konge i Danmark: Christian 10. 1912-1947
Se også 1913 (tal)

## Begivenheder

### Udateret
- Kvinderne får stemmeret i Norge.

### Januar
- 1. januar – Filmcensur indføres i England.
- 15. januar – Et nyt radiotårn i Nauen nær Berlin gør det muligt for første gang at opnå trådløs forbindelse mellem Tyskland og USA

### Februar
- 3. februar – I Berlin i Tyskland blev det antroposofiske selskab grundlagt af Rudolf Steiner
- 24. februar - Kong Christian d. 10 på officielt besøg i Berlin

### Marts
- 4. marts - historieprofessoren Woodrow Wilson tiltræder som amerikansk præsident
- 6. marts - Niels Bohr påbegynder sin første afhandling om atomets opbygning
- 12. marts - Canberra bliver hovedstad i Australien

### April
- 1. april – Samlebåndet tages i brug af industrien.
- 1. april – den første Ford Model T, ruller af samlebåndet
- 29. april - en ny fabrikslov vedtages og hæver aldersgrænsen for børns arbejde på fabrikker til 14 år

### Maj
- 29. maj – Igor Stravinskys ballet Le Sacre du Printemps uropføres i Paris
- 30. maj - i London underskrives fredstraktaten efter Balkankrigene

### Juni
- 4. juni - en engelsk suffragette kaster sig foran kongens hest under Derbyet
- 9. juni - Zeppelinerluftskibet viser sig at være dobbelt så hurtigt som toget

### Juli
- 10. juli - i Death Valley i Californien måles en temperatur på 56,7 °C, som er den højeste registrerede i USA
- 26. juli – Bramminge-ulykken

### August
- 16. august - de første forsøg med samlebåndsmontage gennemføres på Henry Fords bilfabrikker i USA. Forsøgene er en succes, og produktionen øges med 400 procent
- 18. august - det internationale fodboldforbund FIFA indfører en ny regel i fodbold - ved frispark skal modstanderen holde en afstand på 10 yards (9,15 meter)Fords samlebånd.
- 23. august – Statuen Den lille Havfrue opstilles på Langelinie i København
- 27. august - i et Nieuport Type 4-fly udfører den russiske pilot Pjotr Nikolajevitj verdens første loop. Året efter bliver han under 1. verdenskrig den første russiske pilot, som omkommer i luftkamp i en kamp mod et østrigsk fly

### September
- 11. september - Koleraepidemi spreder sig over den meste af Centraleuropa
- 21. september - Tyrkiet og Bulgarien slutter fred
- 23. september - den franske flypioner Roland Garros gennemfører som den første en flyvning på tværs over Middelhavet; fra St. Raphael i Frankrig til Bizerte i Tunesien.

### Oktober
- 2. oktober - Danmarks første flyulykke med dødelig udgang; i en Maurice-Farman maskine styrter Ulrik Birch og Premierløjtnant Just Andreas Thiele ned (Ulrik Birch dør 10. oktober)
- 9. oktober - S/S Volturno bryder i brand på Atlanterhavet - 135 mister livet
- 10. oktober – Gamboa-dæmningen i Panama sprænges, og fuldender Panamakanalen så der nu er passage fra Stillehavet til Atlanterhavet. Den amerikanske præsident Woodrow Wilson bringer de 40 tons eksplosiver til detonation ved fjernbetjening fra Det Hvide Hus

### December
- 1. december – Kreta, som efter den 1. Balkankrig fik selvstyre fra Tyrkiet, annekteres af Grækenland
- 12. december - Mona Lisa, som har været stjålet fra Louvre, findes skjult på et hotelværelse i Firenze. Vincenzo Perugia og tre andre personer arresteres
- 24. december – Ved et skibsforlis omkommer alle 7 mænd fra bygden Skarð, Kunoy, på Færøerne – undtagen en 14-årig og en 70-årig. Bygden blev derefter forladt af kvinderne.

## Født

### Januar
- 4. januar – Tanumafili 2. af Samoa, konge af Samoa (død 2007).
- 6. januar – Edward Gierek, polsk kommunistisk politiker (død 2001).
- 9. januar – Richard Nixon, amerikansk præsident (død 1994).
- 11. januar – Karl Stegger, dansk skuespiller (død 1980).
- 13. januar – Egil Barfod, dansk politiker (død 1988).
- 15. januar – Lloyd Bridges, amerikansk skuespiller (død 1998).
- 22. januar – Henry Bauchau, belgisk romanforfatter (død 2012).
- 23. januar – Jean-Michel Atlan, fransk kunstner, medlem af CoBrA (død 1960).
- 25. januar – Huang Hua, kinesisk udenrigsminister (død 2010).
- 25. januar – Witold Lutosławski, polsk komponist (død 1994).

### Februar
- 2. februar – Poul Reichhardt, dansk skuespiller (død 1985).
- 4. februar – Rosa Parks, amerikansk borgerrettighedsforkæmper (død 2005).
- 9. februar – Svend Pedersen, dansk programchef DR (død 1967).
- 10. februar – Douglas Slocombe, engelsk filmfotograf (død 2016).
- 14. februar – Jimmy Hoffa, amerikansk fagforeningsleder (forsvundet 1975).
- 27. februar – Paul Ricoeur, fransk filosof (død 2005).

### Marts
- 4. marts – John Garfield, amerikansk skuespiller (død 1952).
- 13. marts – Sergej Mikhalkov, russisk forfatter (død 2009).
- 18. marts – René Clément, fransk filminstruktør (død 1996).
- 26. marts – Paul Erdős, ungarsk matematiker (død 1996).
- 30. marts – Ċensu Tabone, maltesisk politiker (død 2012).
- 30. marts – Frankie Laine, amerikansk sanger (død 2007).

### April
- 3. april – Per Borten, norsk politiker (død 2005).
- 4. april – Muddy Waters, amerikansk musiker (død 1983).
- 8. april - Harald W. Lauesen, dansk-tysk maler (død 1989)
- 20. april – Gull-Maj Norin, dansk skuespiller (død 1997).
- 27. april – Zita Kabátová, tjekkisk skuespiller (død 2012).
- 29. april – Elmo Williams, amerikansk filmproducer (død 2015).

### Maj
- 7. maj – Simon Ramo, amerikansk fysiker og ingeniør (død 2016).
- 8. maj – Charles Scorsese, amerikansk filmskuespiller (død 1993).
- 12. maj – Anna Sophie Seidelin, dansk forfatter og foredragsholder (død 1998).
- 20. maj – Isolde Oschmann, SED funktionærer i DDR.
- 24. maj – Haldor Topsøe, dansk civilingeniør (død 2013).
- 25. maj – Donald Maclean, britisk spion (død 1983).
- 26. maj – Peter Cushing, engelsk skuespiller (død 1994).
- 28. maj – Knud Meister, dansk journalist, redaktør og forfatter (død 1989).

### Juni
- 11. juni – Risë Stevens, amerikansk mezzosopran (død 2013).
- 22. juni – Ole Hagen, dansk arkitekt (død 1984).
- 23. juni – William P. Rogers, amerikansk politiker (død 2001).
- 25. juni – Kirsten Auken, dansk overlæge og forkæmper for seksualoplysning (død 1968).
- 25. juni – Wandy Tworek, dansk violinist (død 1990).
- 25. juni – Marcel Rasmussen, dansk grafiker (død 1964).
- 26. juni – Aimé Césaire, fransk forfatter og politiker fra Martinique (død 2008).
- 26. juni – Maurice V. Wilkes, britisk datalog (død 2010).

### Juli
- 8. juli – Emma Mc-Kinney Møller, hustru til Mærsk Mc-Kinney Møller (død 2005).
- 12. juli – Willis Eugene Lamb, amerikansk fysiker (død 2008).
- 13. juli – Mærsk Mc-Kinney Møller, dansk skibsreder (død 2012).
- 14. juli – Gerald Ford, amerikansk præsident (død 2006).
- 17. juli – Roger Garaudy, fransk forfatter (død 2012).
- 23. juli – Michael Foot, britisk politiker (død 2010).
- 23. juli – Nis Sauer, dansk arkitekt og opfinder (død 2016).
- 24. juli – Godfred Hartmann, dansk forlægger og forfatter (død 2001).

### August
- 12. august – Richard L. Bare, amerikansk instruktør (død 2015).
- 16. august – Menachem Begin, israelsk premierminister (død 1992).
- 20. august − Hans Erik Knipschildt, dansk statslæge, dr. med. (død 1999).
- 28. august – Boris Pahor, italiensk romanforfatter (død 2022).
- 31. august – Bernard Lovell, engelsk fysiker og radioastronom (død 2012).

### September
- 2. september – Else Colber, dansk skuespiller (død 1954).
- 12. september – Jesse Owens, amerikansk atlet (død 1980).
- 14. september – Annalisa Ericson, svensk skuespillerinde (død 2011).
- 15. september – John Price, dansk skuespiller og instruktør (død 1996).
- 23. september – Carl-Henning Pedersen, dansk maler (død 2007).

### Oktober
- 1. oktober – Mads Eg Damgaard, dansk tæppefabrikant og politiker (død 1999).
- 1. oktober – Pierre Wemaëre, fransk billedkunstner (død 2010).

### November
- 2. november – Burt Lancaster, amerikansk skuespiller (død 1994).
- 5. november – Vivien Leigh, britisk skuespiller (død 1967).
- 7. november – Albert Camus, fransk forfatter (død 1960).
- 15. november – Elsa Kourani, dansk skuespiller (død 2003).
- 22. november – Benjamin Britten, engelsk komponist (død 1976).

### December
- 2. december – Virginia Carroll, amerikansk model og skuespiller (død 2009).
- 14. december – Anna Ladegaard, dansk forfatter (død 2000).
- 18. december – Willy Brandt, vesttysk statsmand (død 1992).
- 30. december – Svend S. Schultz, dansk komponist (død 1998).

## Dødsfald
- 10. marts – Harriet Tubman, afroamerikansk abolitionist.
- 16. marts - Balthazar Schnitler, norsk forfatter, dramatiker og foredragsholder. (født 1862).
- 18. marts – Georg 1. af Grækenland, græsk konge (født 1845). – myrdet.
- 3. juli – Vilhelm Petersen, dansk arkitekt (født 1830).
- 26. juli – Peter Sabroe, dansk politiker (født 1867). – jernbaneulykke.
- 11. august – Natalie Zahle, dansk skolelærer, -bestyrer og -pioner (født 1827)
- 10. oktober - Ulrik Birch, flyvepioner og bogtrykker (født 1883)
- 25. november - Charlotte Christiane von Krogh, dansk maler (født 1827)
- 24. december – J.B.S. Estrup, tidl. dansk regeringschef (født 1825).

## Nobelprisen
- Fysik – Heike Kamerlingh Onnes
- Kemi – Alfred Werne
- Medicin – Charles Richet
- Litteratur – Rabindranath Tagore
- Fred – Henri La Fontaine

## Sport
- Den 20-årige amerikaner Francis Ouimet vinder en historisk sejr, da han som den første amatør sejrer i US Open (golf) efter omspil mod de professionelle spillere Harry Vardon og Ted Ray
- 25. maj - det danske herrelandshold i fodbold vinder 8-0 over Sverige i Københavns Idrætspark[1]
- 29. juni - Henri Desgrange indfører den gule førertrøje i Tour de France. Årets Tour blev i øvrigt vundet af belgieren Philippe Thys
- 5. oktober - det danske herrelandshold i fodbold vinder 10-0 over Sverige i Stockholms Stadion[2]
- 26. oktober - det danske herrelandshold i fodbold vinder 4-1 over Tyskland i Victoria Sportplaz[3]

## Film
- 12. maj - Charlie Chaplin starter sin karriere som stumfilmkomiker i et samarbejde med Keystone Film Company
- 5. juli - Danmark indfører filmcensur
- Atlantis – instrueret af August Blom
- Det hemmelighedsfulde X
- Stemmeretskvinder – instrueret af Lauritz Olsen

## Billedkunst

### I Danmark
- Hans Smidth, Hedelandskab med en dagvogn. 
Foto:  Statens Museum for Kunst
- Roger de La Fresnaye, Opstilling. 
Foto:  Statens Museum for Kunst
- Kai Nielsen, Ymerbrønden, Faaborg.
- Peter Ilsted, Morgensol. 
Foto:  Statens Museum for Kunst
- Niels Larsen Stevns, Zakæus.